# Grand Prix de la ville de Nogent-sur-Oise 2013
La 69e édition du Grand Prix de la ville de Nogent-sur-Oise se déroulera le 17 mars 2013. 
L'épreuve fait partie de l'UCI Europe Tour 2013, en catégorie 1.2. Il est par conséquent ouvert aux équipes continentales professionnelles belges, aux équipes continentales, à des équipes nationales et à des équipes régionales ou de clubs. Les UCI ProTeams (première division) ne peuvent pas participer.

## Présentation

### Équipes
| Nom de l'équipe                | Pays       | Code |
| ------------------------------ | ---------- | ---- |
| Bergstrasse Jenatec            | Allemagne  | TBJ  |
| Colba-Supernao Ham             | Belgique   | CMD  |
| Cult Energy                    | Danemark   | GLU  |
| Designa Køkken-Knudsgaard      | Danemark   | DKK  |
| Differdange-Losch              | Luxembourg | CCD  |
| Doltcini-Flanders              | Belgique   | DOL  |
| Joker Merida                   | Norvège    | TJM  |
| Jo Piels                       | Pays-Bas   | CJP  |
| Las Vegas Power Energy Drink   | Pologne    | LAS  |
| Nippo-De Rosa                  | Japon      | PPO  |
| T.Palm-Pôle Continental Wallon | Belgique   | PCW  |
| To Win-Josan                   | Belgique   | TWJ  |
| Ventilair-Steria               | Belgique   | JVC  |
| Vorarlberg                     | Autriche   | VBG  |
| Wibatech-Brzeg                 | Pologne    | WIB  |

| Nom de l'équipe             | Pays     | Code  |
| --------------------------- | -------- | ----- |
| Armée de Terre              | France   | ATC   |
| CC Nogent-sur-Oise          | France   | CCNO  |
| CC Villeneuve Saint-Germain | France   | CCVSG |
| EC Raismes Petite-Forêt     | France   | ECR   |
| ESEG Douai                  | France   | ESEG  |
| Guidon chalettois           | France   | GCH   |
| Ovyta-Eijssen-Acrog         | Belgique | OVY   |
| VC Rouen 76                 | France   | VCR   |

## Classement final
|    | Coureur            | Équipe             |    | Temps           |
| -- | ------------------ | ------------------ | -- | --------------- |
| 1  | Alexander Kamp     | Cult Energy        | en | 4 h 03 min 17 s |
| 2  | Alexis Bodiot      | Armée de Terre     | +  | 1 s             |
| 3  | Jérôme Baugnies    | To Win-Josan       |    | 7 s             |
| 4  | Daan Meijers       | Jo Piels           |    | 9 s             |
| 5  | Sébastien Foucher  | Guidon chalettois  |    | 9 s             |
| 6  | Tom Dernies        | Wallonie-Bruxelles |    | 9 s             |
| 7  | Marc Sarreau       | Guidon chalettois  |    | 11 s            |
| 8  | Florian Bissinger  | Vorarlberg         |    | 18 s            |
| 9  | Benoît Sinner      | Armée de Terre     |    | 1 min 05 s      |
| 10 | Bert Van Lerberghe | Ventilair-Steria   |    | 1 min 22 s      |